# Grand Canyon of the Tuolumne
De Grand Canyon of the Tuolumne is een deel van de vallei van de Tuolumne River in het Sierra Nevada-gebergte in de Amerikaanse staat Californië, meer bepaald in het Yosemite National Park. De Grand Canyon of the Tuolumne kan gedefinieerd worden als het stuk ten westen van en beneden de Tuolumne Meadows en ten oosten van en boven het Hetch Hetchy-stuwmeer.
De vallei heeft haar huidig uitzicht gekregen door geologische processen zoals tektonische opheffing en glaciale erosie miljoenen jaren geleden. Door de sterkte van het graniet is de vallei sinds de terugtrekking van de gletsjers nauwelijks veranderd. Dit stuk van de rivier is evenmin aangetast door menselijke activiteit. De Grand Canyon of the Tuolumne is namelijk alleen toegankelijk voor wilderniswandelaars en -kampeerders en ontvangt geen grote groepen bezoekers. In het oosten van het dal ligt een natuurkampeerterrein, Glen Aulin, een zogenaamd High Sierra Camp.
Bezienswaardigheden: Bridalveil Fall · Cathedral Lakes · Cathedral Peak · Chilnualna Falls · Clouds Rest · El Capitan · Emerald Pool · Glacier Point · Grand Canyon of the Tuolumne · Grizzly Giant · Half Dome · Hetch Hetchy · Horsetail Fall · John Muir Trail · Mariposa Grove · Merced Grove · Merced River · Mount Conness · Mount Dana · Mount Lyell · Mount Starr King · Nevadawaterval · Ostrander Lake · Pacific Crest Trail · Sentinel Dome · Sentinel Rock · Tenaya Canyon · Tenaya Lake · Tunnel View · Tuolumne Grove · Tuolumne Meadows · Tuolumne River · Vernalwaterval · Wawona Tunnel Tree · Yosemite Valley · Yosemitewaterval

Bebouwing: Ahwahnee Hotel · Badger Pass Ski Area · Camp 4 · Curry Village · Glacier Point Hotel · Housekeeping Camp · LeConte Memorial Lodge · Pioneer Yosemite History Center · Rangers' Club · Parsons Memorial Lodge · Wawona · Wawona Hotel · Yosemite Valley Chapel · Yosemite Valley Lodge · Yosemite Village

Vervoer: SR 41 · SR 120 · SR 140 · Wawona Tunnel · Yosemite Area Regional Transportation System

Personen: Ahwahnechee · Chief Tenaya · Frederick Law Olmsted · Galen Clark · John Conness · John Muir · Sierra Miwok · Stephen Mather · Robert Underwood Johnson